# Krissi Johansson
Kristina "Krissi" Johansson, född 1972 i Halmstad, är en svensk politiker (socialdemokrat). Hon är kommunråd, tillika andre vice ordförande i Kommunstyrelsen i Halmstads kommun kommun från hösten 2018.
Krissi Johansson har en fil.mag i statsvetenskap och har tidigare arbetat bland annat som politisk sekreterare på den Socialdemokratiska riksdagsgruppens kansli.
Johansson har varit kommunpolitiker i Halmstad sedan 2011. Tidigare har hon även verkat som fritidspolitiker i Halmstad samt i Haninge.